# Robert Lax
Pour les articles homonymes, voir Lax.
Robert Lax, né le 30 novembre 1915 à Olean dans l'État de New York et mort le 26 septembre 2000 dans la même ville, est un poète américain.

## Œuvres
- The Circus of the Sun (1959)
- New Poems (1962)
- Sea & Sky (1965)
- 33 Poems (1988)
- Rooster (1991)
- A Thing That Is (1997)
- Circus Days and Nights (2000)